# Secteur des Sucs
Secteur des Sucs este o arie protejată (sit de importanță comunitară — SCI) din Franța întinsă pe o suprafață de 905 ha, integral pe uscat.

## Localizare
Centrul sitului Secteur des Sucs este situat la coordonatele 44°50′23″N 4°09′25″E / 44.83972°N 4.15694°E.

## Înființare
Situl Secteur des Sucs a fost declarat arie specială de conservare în baza directivei 92/43 din 1992 referitoare la conservarea habitatelor naturale și a faunei și florei sălbatice pentru a proteja 1 specie de plante.

## Biodiversitate
Situată în ecoregiunea continentală, aria protejată conține 9 habitate naturale: Pajiști uscate europene, Pajiști alpine și boreale, Formațiuni montane de Cytisus purgans, Formațiuni ierboase bogate în specii de Nardus, dezvoltate pe substraturi silicioase în zone montane (și în zone submontane, în Europa continentală), Fânețe montane, Grohotișuri termofile și vest-mediteraneene, Păduri de fag acidofile atlantice, cu subarboret de Ilex și, uneori, de asemenea, Taxus, la nivelul arbuștilor (Quercion robori-petraeae sau Ilici-Fagenion), Grohotișuri silicioase de la nivelul montan până la nivelul zăpezii (Androsacetalia alpinae și Galeopsietalia ladani), Roci stâncoase cu vegetație pionieră de Sedo-Scleranthion sau Sedo albi-Veronicion dillenii.
La baza desemnării sitului se află o specie protejată de  plante: Buxbaumia viridis.